# Lot 43
Lot 43 est un canton dans le comté de Kings, Île-du-Prince-Édouard, Canada. Il fait partie de la Paroisse East.

## Population
- 820 (recensement de 2001)[1]
- 777 (recensement de 2006)[1]
- 746 (recensement de 2011)[2]

## Communautés
Non-incorporé :
- Bay Fortune
- Bear River
- Eglington
- Fortune Bridge
- Naufrage
- New Acadia
- Red House
- Rollo Bay
- Saint Margarets